# Orendain
Orendain is een gemeente in de Spaanse provincie Gipuzkoa in de regio Baskenland met een oppervlakte van 6 km². Orendain telt 200 inwoners (1 januari 2016).

## Demografische ontwikkeling
Bron: INE, 1857-2011: volkstellingen
Opm.: Van 1966 tot 1988 behoorde Orendain tot de gemeente Iruerrieta